# Магомедов, Муса Магомедович
Муса́ Магоме́дович Магоме́дов (авар. Муса МухӀамадов, 1 мая 1926 — 28 февраля 1997) — аварский писатель и поэт. Народный писатель Дагестана (1991).

## Биография
Муса Магомедов родился в селе Андых Советского (ныне Шамильского) района Дагестана в 1926 году.
Окончил Махачкалинскую годичную партшколу и отделение журналистики Саратовской партшколы. Работал учителем, редактором районной газеты «Новый свет», редактором аварского выпуска альманаха «Дружба», руководителем аварской секции Союза писателей Дагестана.
С 1955 года — член Союза писателей СССР.
Окончил Литературный институт имени А. М. Горького в Москве в 1957 году.
Умер 28 февраля 1997 года.

## Творчество
Первые произведения Магомедова были напечатаны в 1944 году. Его перу принадлежит трилогия «Месть» («Къисас»), «Корни держат дерево» («Кьалбаз ккола гъвет»), «Раненые скалы» («Лъукъарал кьураби»), написанная в 1961—1966 годах и отражающая жизнь Дагестана в период между Октябрьской революцией и окончанием Великой Отечественной войны. Также Магомедов является автором сборников стихов «Горный источник» («МугӀрул ицц») и «В долине гор» («МугӀрул расалъуда»), повести для детей «Хорошо быть удачником!» и ряда других произведений.

## Награды и премии
- Орден «Знак Почёта» (04.05.1960)[1]
- Народный писатель Дагестана (1991)
- Лауреат республиканской премии им. С. Стальского в области детской и юношеской литературы (1973, за книги «Знаменитая трость» и «Хорошо быть удачником»)
- Лауреат премии Госкомиздата РСФСР и Детиздата за книгу «Будь мужчиной»
- Почётная грамота Президиума Верховного Совета Дагестанской АССР

## Семья
Жена Мусы Магомедова — народная поэтесса Дагестана Фазу Алиева, сын Джамбулат Мусаевич — директор ансамбля «Лезгинка».